# Pane, amore e...
Pane, amore e... is een Italiaanse film van Dino Risi die werd uitgebracht in 1955.
Deze komedie is het derde luik van de tetralogie waarvan Pane, amore e fantasia (1953) het eerste luik, Pane, amore e gelosia (1954) het tweede en Pan, amor y... Andalucía (1958) het vierde vormen.

## Verhaal
Opperwachtmeester Antonio Carotenuto heeft afscheid genomen van zijn carabinieri-eenheid in het bergdorpje Sagliena. Hij keert terug naar zijn geboortestad Sorrento waar hij leiding zal geven aan het plaatselijk politiekorps. Hij is van plan zijn intrek te nemen in het ouderlijk huis. Zijn broer don Matteo, de plaatselijke pastoor, herinnert hem eraan dat het huis is verhuurd aan Sofia, een knap en jong visverkoopstertje. Zij weigert echter de woonst te verlaten.
Ze verklaart zich wel bereid, zomaar, voor de grap, om met de charmante Antonio te trouwen en dit om de man op wie ze echt verliefd is, de visser Nicolino, jaloers te maken. Antonio is gevoelig voor haar charmes en begint haar het hof te maken. Sofia stemt daar graag mee in.

## Rolverdeling
| Acteur             | Personage                                               |
| ------------------ | ------------------------------------------------------- |
| Vittorio De Sica   | Antonio Carotenuto                                      |
| Sophia Loren       | Sofia Cocozza                                           |
| Lea Padovani       | mevrouw Violante Ruotolo, de hospita                    |
| Antonio Cifariello | Nicolino, de visser                                     |
| Tina Pica          | Caramella                                               |
| Mario Carotenuto   | don Matteo Carotenuto, de broer van Antonio en priester |
| Yoka Berretty      | Erika                                                   |